# Swamibagh
Swamibagh é uma cidade e uma nagar panchayat no distrito de Agra, no estado indiano de Uttar Pradesh.

## Demografia
Segundo o censo de 2001, Swamibagh tinha uma população de 1909 habitantes. Os indivíduos do sexo masculino constituem 52% da população e os do sexo feminino 48%. Swamibagh tem uma taxa de literacia de 80%, superior à média nacional de 59.5%: a literacia no sexo masculino é de 82% e no sexo feminino é de 77%. Em Swamibagh, 9% da população está abaixo dos 6 anos de idade.